# Photograph (Def Leppard)
Photograph è un singolo del gruppo musicale britannico Def Leppard, il primo estratto dal loro album Pyromania del 1983. Il cantante Joe Elliott ha spesso dichiarato, prima di cantarla dal vivo, che la canzone è stata scritta come tributo alla compianta attrice Marilyn Monroe, ma si è poi contraddetto in una successiva intervista e ha spiegato che si tratta più che altro di "qualcosa che non puoi toccare". Quando pubblicata come singolo, ha raggiunto il primo posto della Mainstream Rock Songs e la posizione numero 12 della Billboard Hot 100 negli Stati Uniti. È stata classificata come 13ª nella lista delle più grandi canzoni hard rock di tutti i tempi stilata da VH1, ed è stata inoltre indicata come la settima più grande canzone pop metal da Yahoo! Music.
Una versione live della canzone appare nel videogioco Guitar Hero III: Legends of Rock come parte dello scaricabile Def Leppard Pack, insieme a Rock of Ages e Nine Lives.
Appare anche, nella sua versione originale, in GTA V, trasmessa dalla fittizia "Los Santos Rock Radio".
Joe Elliott ha commentato in Vault di come questo singolo sia stato un grande successo negli Stati Uniti, e che si sentiva deluso dal fatto che non lo fosse diventato anche nel Regno Unito.
Il chitarrista Carlos Santana ha inciso una cover del brano nel suo album Guitar Heaven: The Greatest Guitar Classics of All Time del 2010, con Chris Daughtry alla voce.

## Video musicale
Il videoclip di Photograph è uno dei più famosi dei Def Leppard. Nel video ci sono diversi rimandi alla figura di Marilyn Monroe, tra cui una sua sosia all'inizio e alla fine del clip, in linea con le dichiarazioni del cantante Joe Elliott, che secondo i versi della canzone non si limita a volere una sua fotografia, ma vorrebbe poterla toccare tutta. La foto è però tutto ciò che ha di lei, e deve pertanto ammirare Marilyn solo da lontano.
Il video è stato diretto da David Mallet e girato il 2 dicembre 1982 (giorno del 22º compleanno del bassista Rick Savage) a Battersea, Londra, Inghilterra. Ha sancito il debutto-video del chitarrista Phil Collen con i Def Leppard.

## Tracce

### 7": Vertigo / Phonogram Ltd / VER 5 (UK)
1. Photograph
2. Bringin' On the Heartbreak

### 7": Vertigo / Phonogram Ltd / VERP 5 / Photograph pop-up cover (UK)
1. Photograph
2. Bringin' On the Heartbreak

### 7": Vertigo / Phonogram / Ver 9 – 605 960-8 (UK)
1. Photograph
2. Bringin' On the Heartbreak

### 7": Mercury / PolyGram / 811-215-7 (US)
1. Photograph
2. Action! Not Words

## Formazione
- Joe Elliott – voce
- Steve Clark – chitarra solista
- Phil Collen – chitarra, cori
- Rick Savage – basso, cori
- Rick Allen – batteria

## Classifiche
| Classifica (1983)             | Posizione massima |
| ----------------------------- | ----------------- |
| Canada                        | 32                |
| Regno Unito                   | 66                |
| Stati Uniti                   | 12                |
| Stati Uniti (mainstream rock) | 1                 |